# تخته‌سنگ‌ماهی گورخری
تخته‌سنگ‌ماهی گورخری (نام علمی: Maylandia zebra) یا مبونای گورخری نام یک گونه از خانواده سیکلید است.